# Estela de la victòria d'Assarhaddon

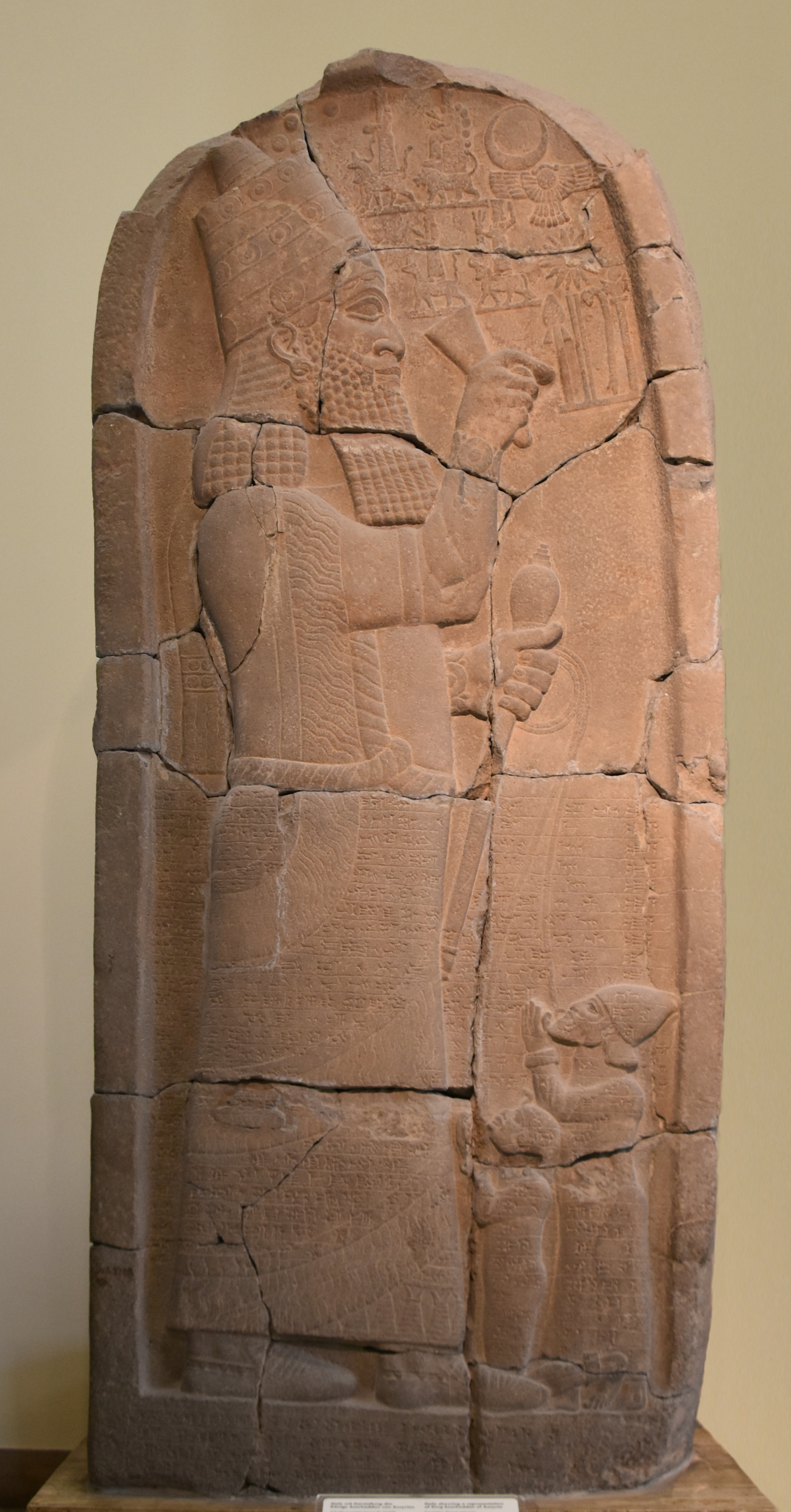
Estela d'Assarhaddon

L'Estela de la Victòria d'Assarhaddon és datada del segle VII abans de la nostra era i pertany a l'Imperi neoassiri. Representa el rei del mateix nom. A hores d'ara encara es troba al Museu de Pèrgam (Berlín, Alemanya).

## Antecedents
L'Imperi Assiri Mitjà es caracteritzà per ser de poc interés artístic, però amb l'arribada de l'època neoassíria les manifestacions artístiques, la finalitat de les quals era propagandística, d'exaltació tant d'Assur com dels reis, representants del Déu en la terra, es tornen més abundants i s'hi empraran gran quantitat de recursos.
André Parrot afirma que tots els reis s'assemblen entre si i que resulta difícil identificar-los pel fet que no hi ha inscripcions que ajuden a fer-ho. Aquestes representacions tenen les mateixes característiques: grans figures amb rostres mancats d'expressivitat coberts de barbes i bigots; cabelleres i túniques llargues i gairebé els mateixos complements. No solen representar trets particulars de cada sobirà, sinó una abstracció ideal del poder i la força mitjançant la violència que exerceix la figura del sobirà amb càstigs. També els animals que hi apareixen tenen la funció d'emfasitzar aquesta grandesa i poder en ser representats caçats pel rei.

## L'estela

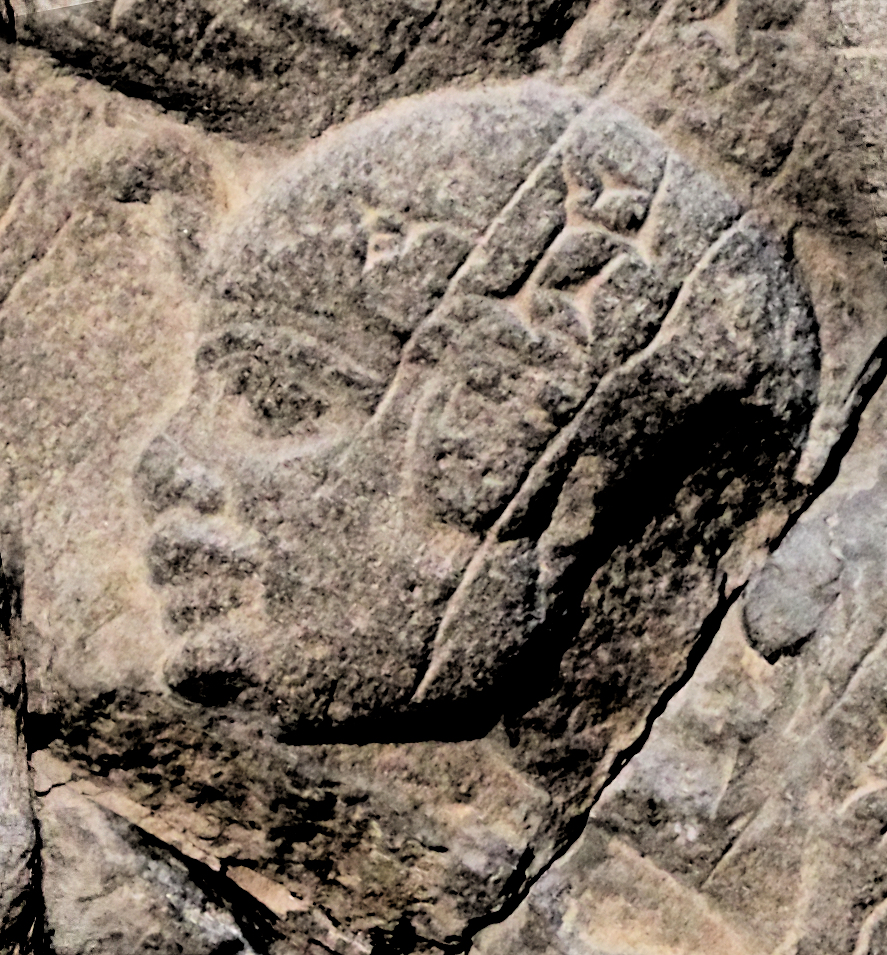
Primer pla del fill de Taharqa

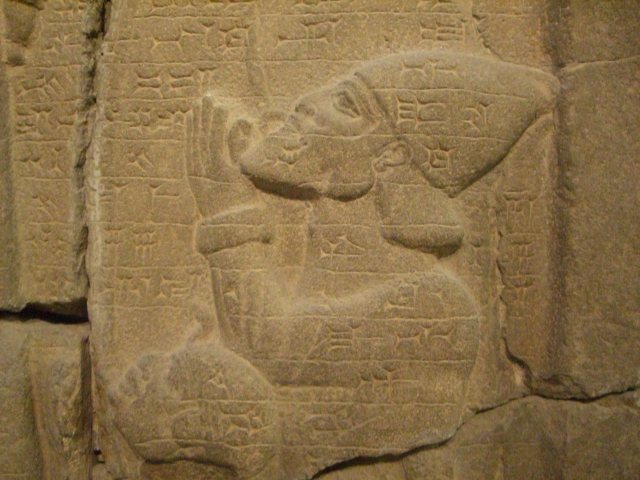
Primer pla d'Abdilmiqut o Baal I

L'estela, tallada en diabasa, fa 3,46 m x 1,35 m i la van descobrir al 1888 a Sam'al, Hüyük Zincirlik, a Turquia, Robert Koldewey i Felix von Luschan. L'estela es va erigir en honor a la victòria del rei Assarhaddon en les incursions que feu el 671 abans de la nostra era a Memfis, si bé tres anys abans Assarhaddon va haver de repel·lir amb èxit els intents del faraó Taharqa d'endinsar-se al seu territori.
S'hi representa el monarca amb una corona, arracades, polseres, una túnica llarga i calçat. Sosté un ceptre a la mà esquerra en què, a més a més, té una corda amb què subjecta pels llavis dos captius descalços: Ushankhuru, fill de Taharqa, i una altra figura (Abdilmiqut, rei de Sidó o Baal I, rei de Tir). A la mà dreta el rei porta una sitra.
A la dreta de la figura, a l'alçada de la sitra, hi ha quatre símbols de les divinitats: la fletxa (associada a Marduk), dos estilets (associats a Nabu), un ceptre amb cap de carner que s'associaria a Enki i el ceptre amb dos caps de lleó del déu dels morts, Nergal.
A la part superior de l'estela hi ha les principals deïtats del panteó assiri: 
- La tríada semítica (Ixtar, Asshur i Nanna) representada sovint en els kudurrus cassites i altres relleus babilònics.
- Els set punts que representen els Sebittis o grup dels set déus guerrers comandats per Erra de la mitologia sumèria situats a la banda més alta de l'estela perquè en l'Epopeia d'Erra es diu: "Apareix al capdamunt i camina sense rival".

Entre els quatre símbols i la part superior es troben quatre figures en parell marxant en processó sobre distints animals: en les dues superiors Asshur sobre el Mušḫuššu i un lleó-drac (associat en general a Marduk), seguit per un lleó (símbol d'Ixtar en què munta Mullissu.(10) En les dues inferiors Nabu munta sobre un drac-serp i Adad sobre un bou. Aquestes assignacions no són del tot segures i varien segons els estudiosos.
A més a més, l'estela conté 92 línies d'inscripcions en escriptura cuneïforme al front (des de la cintura del rei cap avall) i a la cara posterior. El monarca hi agraeix els favors prestats per a aconseguir la victòria als déus que estan representats a l'estela, i descriu la conquesta:
| «                                     | Vaig matar multitud dels seus soldats [de Taharqa] i el vaig colpejar cinc vegades amb la punta de la meua javelina, amb nafres de les quals no es va recuperar. Menfis, la seua ciutat reial, en mig dia, amb mines, túnels, assalts, vaig assetjar, capturar, destruir, arrasar, cremar amb foc. La seua reina, el seu harem, Ushanahuru, el seu hereu i la resta dels seus fills i filles, la seua propietat i béns, els seus cavalls, el ramat, les seues ovelles, innombrables, me'ls vaig emportar a Assíria. L'arrel de Kush vaig arrancar d'Egipte i ningú se n'escapà per a sometmetre-se'm. Per tot Egipte vaig nomenar nous reis, virreis, governadors, comandants, capatassos i escribes. Ofrenes i quotes fixes vaig establir per a Asshur i els grans déus per sempre. El meu tribut i impost reial, anualment, sense fi, els vaig imposar. Vaig fer una estela amb el meu nom inscrit i vaig fer que s'hi inscrigués la glòria i el valor d'Asshur, senyor meu, les meues fetes poderoses, com vaig actuar amb la protecció d'Asshur, senyor meu, i el poder de la meua mà conqueridora. Per a la mirada de tots els meus enemics, fins a la fi dels dies, ho vaig establir. | » |
| — Estela de la victòria d'Assarhaddon | |   |

- Assarhaddon.
- Kudurru.